# Bill Bixby
Wilfred Bailey (Bill) Bixby (San Francisco, Californië, 22 januari 1934 — Century City, Californië, 21 november 1993) was een Amerikaanse acteur, filmregisseur en producer. Hij is vooral bekend geworden door zijn rol als Dr. David Banner in The Incredible Hulk.
Bixby heeft echter ook vaste rollen gespeeld in enkele andere televisieseries en in vele films.
Bixby is drie keer getrouwd:
- Brenda Benet (4 juli 1971 - september 1979) een zoon
- Laura Jane Michaels (18 december 1991 - 25 juni 1992)
- Judith Kliban (3 oktober 1993 - Bixby's dood)

In 1982 heeft zijn inmiddels ex-vrouw Brenda Benet zelfmoord gepleegd door zichzelf dood te schieten. Een jaar eerder is zijn zesjarige zoon aan een zeldzame infectie overleden.
In april 1991 werd er prostaatkanker bij hem vastgesteld. De ziekte was in remissie gegaan, maar is in 1993 teruggekeerd. Ditmaal bleek het fataal.

## Filmografie
- Blossom televisieserie - Politieagent (Afl., Blossom's Dilemma, 1993, voice over)
- Diagnosis Murder (televisiefilm, 1992) - Nick Osborne
- The Death of the Incredible Hulk (televisiefilm, 1990) - Dr. David Bruce Banner
- The Trial of the Incredible Hulk (televisiefilm, 1989) - Dr. David Bruce Banner
- The Incredible Hulk Returns (televisiefilm, 1988) - Dr. David Bruce Banner
- Sledge Hammer! televisieserie - Zeke (Afl., Hammer Hits the Rock, 1987)
- J.J. Starbuck televisieserie - Donald Iskin (Afl., Pilot, 1987)
- Sin of Innocence (televisiefilm, 1986) - David McGary
- International Airport (televisiefilm, 1985) - Harvey Jameson
- True Confessions televisieserie - Presentator (Afl. onbekend, 1985)
- Goodnight, Beantown televisieserie - Matt Cassidy (Afl. onbekend, 1983-1984)
- Against the Odds televisieserie - Presentator (1983-1984)
- I've Had It Up to Here (televisiefilm, 1982) - Rol onbekend
- The Incredible Hulk televisieserie - Dr. David Bruce Banner (1978-1982)
- The Book of Lists televisieserie - Presentator (1982)
- Murder Is Easy (televisiefilm, 1982) - Luke Williams
- The CBS Festival of Lively Arts for Young People televisieserie - Presentator (Afl., Bill Bixby and the Adventures of a Young Magician, 1981)
- The Hanna-Barbera Hall of Fame: Yabba Dabba Doo II (televisiefilm, 1979) - Presentator
- The Incredible Hulk: Married (televisiefilm, 1978) - Dr. David Bruce Banner
- Once Upon a Classic televisieserie - Presentator (Afl., A Connecticut Yankee in King Arthur's Court, 1978)
- The Oregon Trail televisieserie - Rol onbekend (Afl., The Scarlet Ribbon, 1977)
- The Incredible Hulk: Death in the Family (televisiefilm, 1977) - Dr. David Bruce Banner
- The Incredible Hulk (televisiefilm, 1977) - Dr. David Bruce Banner
- The Love Boat televisieserie - John Ballard (Afl., Message for Maureen/The Acapulco Connection/Gotcha, 1977)
- Black Market Baby (televisiefilm, 1977) - Herbert Freemont
- Fantasy Island (televisiefilm, 1977) - Arnold Greenwood
- Disneyland televisieserie - Russel Donovan (Afl., The Apple Dumpling Gang, 1976)
- The Great Houdini (televisiefilm, 1976) - Rev. Arthur Ford
- The Invasion of Johnson County (televisiefilm, 1976) - Sam Lowell
- Rich Man, Poor Man (miniserie, 1976) - Willie Abbott
- The Streets of San Francisco televisieserie - Eric Doyle (Afl., Police Buff, 1976)
- The Apple Dumpling Gang (1975) - Mr. Russel Donovan
- Barbary Coast (televisiefilm, 1975) - Philippe Despard
- Mannix televisieserie - Tony Elliott (Afl., The Empty Tower, 1975)
- Ironside televisieserie - Gallin (Afl., Raise the Devil: Part 1 & 2, 1974)
- The Streets of San Francisco televisieserie - Jerry Schilling/Charles Pine (Afl., Target: Red, 1974)
- Rex Harrison Presents Story of Love (televisiefilm, 1974) - William
- Family Theatre: Married Is Better (televisiefilm, 1974) - Bill
- The Magician televisieserie - Anthony Blake e.a. (hoofdrol, 1973-1974)
- Shirts/Skins (televisiefilm, 1973) - Teddy Bush
- Steambath (televisiefilm, 1973) - Tandy
- Barnaby Jones televisieserie - Alex Chandler (Afl., To Denise, with Love and Murder, 1973)
- The Magician (televisiefilm, 1973) - Anthony Dorian
- Medical Center televisieserie - Dr. Hurst (Afl., Pressure Point, 1972)
- The Couple Takes a Wife (televisiefilm, 1972) - Jeff Hamilton
- Search televisieserie - Mark Elliot (Afl., The Adonis File, 1972)
- Love, American Style televisieserie - Rol onbekend (Afl., Love and the Overnight Guests, 1972)
- Night Gallery televisieserie - Noel Evans (Afl., The Return of the Sorcerer, 1972)
- Night Gallery televisieserie - Bruce Farraday (Afl., Last Rites for a Dead Druid, 1972)
- The Courtship of Eddie's Father televisieserie - Tom Corbett (1969-1972)
- Insight televisieserie - John (Afl., The War of the Eggs, 1972)
- Congratulations, It's a Boy! (televisiefilm, 1971) - Johnny Gaines
- Love, American Style televisieserie - Rol onbekend (Afl., Love and the Rug, 1971)
- Big Fish, Little Fish (televisiefilm, 1971) - Ronnie
- Love, American Style televisieserie - Rol onbekend (Afl., Love and the Eskimo, 1970)
- Ironside televisieserie - Tom Dayton (Afl., Tom Dayton Is Loose Among Us, 1970)
- Insight televisieserie - Rol onbekend (Afl., The Poker Game, 1969)
- Love, American Style televisieserie - Rol onbekend (Afl., Love and the Legal Agreement, 1969)
- The Ghost & Mrs. Muir televisieserie - Paul Wilkie (Afl., The Ghost Hunter, 1968)
- Speedway (1968) - Kenny Donford
- Ironside televisieserie - Edward Neufane (Afl., Sergeant Mike, 1968)
- It Takes a Thief televisieserie - George Palmer (Afl., To Steal a Battleship, 1968)
- The Danny Thomas Hour televisieserie - David (Afl., Two for Penny, 1968)
- Clambake (1967) - James J. Jamison III
- That Girl televisieserie - Harry Banner (Afl., The Apartment, 1967)
- Doctor, You've Got to Be Kidding! (1967) - Dick Bender
- The Iron Horse televisieserie - Dan Gilmore (Afl., Appointment with an Epitaph, 1967)
- Combat! televisieserie - Kline (Afl., The Losers, 1966)
- My Favorite Martian televisieserie - Tim O'Hara (1963-1966)
- Ride Beyond Vengeance (1966) - Johnsy Boy Hood
- Under the Yum Yum Tree (1963) - Track Team Coach
- The Lieutenant televisieserie - Stew Sallaway (Afl., A Million Miles from Clary, 1963)
- Irma la Douce (1963) - Getattoeerde zeeman
- Dr. Kildare televisieserie - Ben Mollenhauer (Afl., The Balance and the Crucible, 1963)
- The Eleventh Hour televisieserie - Art (Afl., Try to Keep Alive Until Next Tuesday, 1963)
- The Twilight Zone televisieserie - OOD (Afl., The Thirty-Fathom Grave, 1963)
- The Joey Bishop Show televisieserie - Charles Raymond (Afl. onbekend, 1962)
- Dr. Kildare televisieserie - Dr. Grant (Afl., The Soul Killer, 1962)
- Alcoa Premiere televisieserie - Brune (Afl., The Voice of Charlie Pont, 1962)
- Alcoa Premiere televisieserie - Rol onbekend (Afl., Once a Batchelor, 1962)
- Lonely Are the Brave (1962) - Helikopter-piloot (Niet op aftiteling)
- The Andy Griffith Show televisieserie - Ronald Bailey (Afl., 'Bailey's Bad Boy, 1962)
- Checkmate televisieserie - Pete Canaday (Afl., To the Best of My Knowledge, 1961)
- Bachelor Father televisieserie - Rol onbekend (Afl., The Law and Kelly Gregg, 1961)
- Ben Casey televisieserie - Rol onbekend (Afl., A Few Brief Lines for Dave, 1961)
- Straightaway televisieserie - Rol onbekend (Afl., The Tin Caesar, 1961)
- Hennesey televisieserie - Stagiaire (Afl., Welcome Home, Dr. Blair, 1961)

- Biblioteca Nacional de España: XX1617442
- Bibliothèque nationale de France: cb13930029g (data)
- Gemeinsame Normdatei: 140639160
- International Standard Name Identifier: 0000 0000 7732 0142
- Library of Congress Control Number: no96047925
- Nederlandse Thesaurus van Auteursnamen: 073117579
- SNAC: w62v2s9c
- Virtual International Authority File: 56799094
- WorldCat: E39PBJp9rbYt38xQCqKhd6JhpP